# Ђинђуша
Ђинђуша је насеље у Србији у општини Бојник у Јабланичком округу. Према попису из 2022. било је 460 становника (према попису из 2002. било је 675 становника).

## Демографија
У насељу Ђинђуша живи 543 пунолетна становника, а просечна старост становништва износи 42,8 година (41,6 код мушкараца и 43,9 код жена). У насељу има 208 домаћинстава, а просечан број чланова по домаћинству је 3,25.
Ово насеље је великим делом насељено Србима (према попису из 2002. године), а у последња три пописа, примећен је пад у броју становника.
|  |

| Демографија | Демографија | Демографија |
| Година      | Становника  | Становника  |
| ----------- | ----------- | ----------- |
| 1948.       | 860         |             |
| 1953.       | 875         |             |
| 1961.       | 865         |             |
| 1971.       | 863         |             |
| 1981.       | 821         |             |
| 1991.       | 757         | 757         |
| 2002.       | 675         | 682         |
| 2011.       | 560         |             |

| Етнички састав према попису из 2002.‍ | Етнички састав према попису из 2002.‍ | Етнички састав према попису из 2002.‍ | Етнички састав према попису из 2002.‍ | Етнички састав према попису из 2002.‍ |
| ------------------------------------ | ------------------------------------ | ------------------------------------ | ------------------------------------ | ------------------------------------ |
|                                      |                                      |                                      |                                      |                                      |
| Срби                                 | Срби                                 |                                      | 671                                  | 99,40%                               |
| Црногорци                            | Црногорци                            |                                      | 1                                    | 0,14%                                |
| Мађари                               | Мађари                               |                                      | 1                                    | 0,14%                                |
| непознато                            | непознато                            |                                      | 1                                    | 0,14%                                |

| Година пописа     | 1948. | 1953. | 1961. | 1971. | 1981. | 1991. | 2002. |
| ----------------- | ----- | ----- | ----- | ----- | ----- | ----- | ----- |
| Број домаћинстава | 139   | 142   | 154   | 184   | 199   | 199   | 208   |

| Број чланова      | 1  | 2  | 3  | 4  | 5  | 6  | 7  | 8 | 9 | 10 и више | Просек |
| ----------------- | -- | -- | -- | -- | -- | -- | -- | - | - | --------- | ------ |
| Број домаћинстава | 38 | 58 | 26 | 37 | 18 | 17 | 10 | 3 | 1 | 0         | 3,25   |

| Пол    | Укупно | Неожењен/Неудата | Ожењен/Удата | Удовац/Удовица | Разведен/Разведена | Непознато |
| ------ | ------ | ---------------- | ------------ | -------------- | ------------------ | --------- |
| Мушки  | 285    | 65               | 195          | 22             | 3                  | 0         |
| Женски | 288    | 39               | 198          | 45             | 6                  | 0         |
| УКУПНО | 573    | 104              | 393          | 67             | 9                  | 0         |

| Пол    | Укупно                    | Пољопривреда, лов и шумарство | Рибарство                            | Вађење руде и камена | Прерађивачка индустрија       |
| ------ | ------------------------- | ----------------------------- | ------------------------------------ | -------------------- | ----------------------------- |
| Мушки  | 160                       | 56                            | 0                                    | 0                    | 48                            |
| Женски | 90                        | 62                            | 0                                    | 0                    | 9                             |
| УКУПНО | 250                       | 118                           | 0                                    | 0                    | 57                            |
| Пол    | Производња и снабдевање   | Грађевинарство                | Трговина                             | Хотели и ресторани   | Саобраћај, складиштење и везе |
| Мушки  | 1                         | 15                            | 3                                    | 1                    | 2                             |
| Женски | 0                         | 2                             | 6                                    | 1                    | 0                             |
| УКУПНО | 1                         | 17                            | 9                                    | 2                    | 2                             |
| Пол    | Финансијско посредовање   | Некретнине                    | Државна управа и одбрана             | Образовање           | Здравствени и социјални рад   |
| Мушки  | 0                         | 0                             | 20                                   | 7                    | 3                             |
| Женски | 0                         | 0                             | 3                                    | 2                    | 3                             |
| УКУПНО | 0                         | 0                             | 23                                   | 9                    | 6                             |
| Пол    | Остале услужне активности | Приватна домаћинства          | Екстериторијалне организације и тела | Непознато            | Непознато                     |
| Мушки  | 2                         | 0                             | 0                                    | 2                    | 2                             |
| Женски | 1                         | 0                             | 0                                    | 1                    | 1                             |
| УКУПНО | 3                         | 0                             | 0                                    | 3                    | 3                             |

## Галерија
- Црква Свете Петке.
- Црква Свете Петке.
- Црква Свете Петке.
- Двориште цркве.
- Двориште цркве.
- Двориште цркве.
- Основна школа „Станимир Вељковић Зеле”.
- Основна школа „Станимир Вељковић Зеле”.
- Основна школа „Станимир Вељковић Зеле”.
- Сеоски крст.